# Stilobezzia djalonensis
Stilobezzia djalonensis är en tvåvingeart som beskrevs av Clastrier 1991. Stilobezzia djalonensis ingår i släktet Stilobezzia och familjen svidknott.
Artens utbredningsområde är Guinea. Inga underarter finns listade i Catalogue of Life.